# ۷۷۰ (قمری)
۷۷۰ (قمری)، هفتصد و هفتادمین سال در گاهشماری هجری قمری است. اول محرم این سال برابر با بیست و چهارم اوت سال ۱۳۶۸ میلادی است.

## وابسته
- سلمان ساوجی